# Pristiophorus
Die Gattung  Pristiophorus  ist eine von zwei Gattungen der Sägehaie (Pristiophoridae). Die Arten zeichnen sich durch eine lange sägeartige Schnauze aus, die teilweise bis 30 Prozent der Gesamtlänge der Tiere ausmacht.

## Merkmale
Die Arten der Gattung Pristiophorus sind lang zylindrisch und schlank gebaut. Die maximalen Körperlängen reichen von etwa 60 cm beim Zwerg-Sägehai bis über 130 cm beim Langnasen-Sägehai. Der Kopf ist abgeflacht und besitzt eine stark verlängerte und abgeflachte Schnauze mit einem typischen sägeartigen Rostrum, das je nach Art 20 bis über 30 % der Körperlänge ausmachen kann. Das Rostrum besitzt ein ausgeprägtes Paar Barteln vor den Nasenlöchern sowie am Saum des Rostrums ausgeprägte Seiten- und Ventralzähne. Jungtiere besitzen im Vergleich zu den ausgewachsenen Tieren in der Regel zwischen den großen Seitenzähnen zusätzlich einen bis drei kleine Zähne.
Die Augen sitzen seitlich am Kopf, dahinter schließen sich die großen Sauglöcher an. Im Gegensatz zu den Sechskiemer-Sägehaien (Pliotrema) besitzen Angehörige der Gattung Pristiophorus fünf Kiemenspalten. Alle Sägehaie besitzen zwei Rückenflossen ohne Dornen und keine Analflosse. Der Schwanzstiel besitzt deutliche Kiele und der Schwanz besteht nur aus einem großen oberen Lobus, während der untere Lobus fehlt.

## Lebensweise
Der Sägehaie der Gattung Pristiophorus sind Bodenhaiarten, die vom Küstenbereich in der Tidenzone bis in die Tiefsee vorkommen können. Sie ernähren sich räuberisch vor allem von verschiedenen Fischen, außerdem jagen sie Krebstiere, Schnecken und Tintenfische. Zur Nahrungssuche wird das lange Rostrum eingesetzt, welches mit Barteln und anderen Sinnesorganen ausgestattet ist und dadurch Bewegungen und wahrscheinlich auch elektrische Felder und chemische Eindrücke im Meeresboden wahrnehmen kann. Die Beute wird mit der Säge aufgespürt, ausgegraben und wahrscheinlich teilweise auch getötet. Daneben setzt sie der Sägehai auch gegen Angreifer sowie gegen Artgenossen ein.
Die Haie sind lebendgebärend und bilden keine Plazenta aus (aplazental vivipar).

## Verbreitung

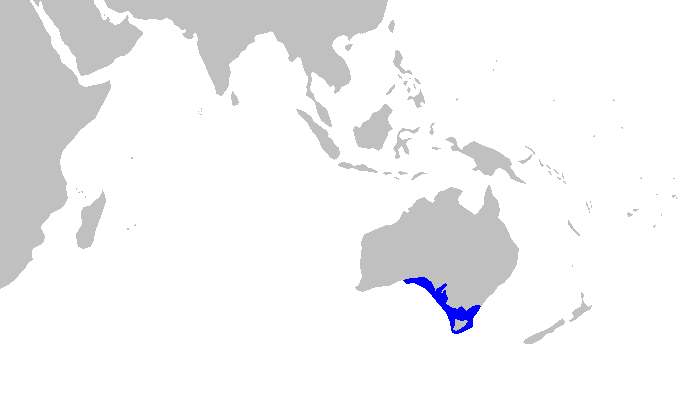
Verbreitungsgebiete des Kurznasen-Sägehais

Alle Arten der Sägehaie sind nur in jeweils relativ begrenzten Verbreitungsgebieten anzutreffen.
Arten der Gattung Pristiophorus kommen vor allem vor den Küsten Australiens vor, wo vier der bekannten Arten beschrieben wurden. Mit dem Japanischen Sägehai lebt eine weitere Art in den Küstengebieten vor Taiwan und Japan während der Bahamas-Sägehai in Tiefseezonen der Karibik und der Zwerg-Sägehai vor der Küste Mosambik, Somalias und vor Pakistan vorkommen soll.

## Systematik
Die Gattung Pristiophorus bildet gemeinsam mit der monotypischen Gattung Pliotrema, die nur den Sechskiemer-Sägehai (Pliotrema warenni) enthält, die einzige Familie in der Ordnung der Sägehaie (Pristiophoridae bzw. Pristiophoriformes).
Compagno et al. (2005) unterscheiden acht Pristiophorus-Arten, davon vier unbeschriebene. Drei dieser Arten sind inzwischen beschrieben worden: 2008 der Tropische Sägehai, 2011 der Zwerg-Sägehai vor der Küste Ostafrikas und zuletzt 2013 der Philippinische Sägehai. Hingegen ist der „Ostaustralische Sägehai“, der ehemals von der IUCN informell unter dem Namen „Pristiophorus peroniensis“ geführt wurde, wahrscheinlich mit dem Langnasen-Sägehai (Pristiophorus cirratus) identisch.
- Pristiophorus Müller & Henle, 1837
  - Langnasen-Sägehai (Pristiophorus cirratus (Latham, 1794))
  - Tropischer Sägehai (Pristiophorus delicatus Yearsley, Last & White, 2008)
  - Japanischer Sägehai (Pristiophorus japonicus Günther, 1870)
  - Philippinischer Sägehai (Pristiophorus lanae Ebert & Wilms, 2013)
  - Zwerg-Sägehai (Pristiophorus nancyae Ebert & Cailliet, 2011)
  - Kurznasen-Sägehai (Pristiophorus nudipinnis Günther, 1870)
  - Bahamas-Sägehai (Pristiophorus schroederi Springer & Bullis, 1960)